# Aéroport international de Belém
L'aéroport international de Belém – Val-de-Cans/Júlio Cezar Ribeiro (code IATA : BEL • code OACI : SBBE • Code aérodrome du Brésil : PA0001) est le principal aéroport desservant Belém, au Brésil. Val de Cans (parfois orthographié Val de Cães) est le nom du quartier où se situe l'aéroport. Depuis le 13 avril 2010, l'aéroport est nommé aussi d'après Júlio Cesar Ribeiro de Souza (1837-1887) un chercheur de ballons.

## Situation
| \| 200 km1:42 212 000 \| São Paulo-Guarulhos São Paulo-Congonhas Brasília Rio-Galeão Belo Horizonte Campinas Rio-Santos-Dumont Recife Porto Alegre Salvador Fortaleza Curitiba Florianópolis Belém Vitória Goiânia Manaus Navegantes |
| 200 km1:42 212 000 |

## Statistiques
Pour des raisons techniques, il est temporairement impossible d'afficher le graphique qui aurait dû être présenté ici.

Voir la requête brute et les sources sur Wikidata.

## Compagnies aériennes et destinations
| Compagnies              | Destinations |
| ----------------------- | --- |
| Air France              | Cayenne-F. Éboué |
| Azul Brazilian Airlines | - Altamira, - Belo Horizonte, - Boa Vista, - Carajás, - Fortaleza, - Fort Lauderdale-Hollywood, - Macapá, - Manaus, - Marabá, - Natal, - Recife, - Santarém, - São Luís, - São Paulo/Campinas |
| Azul Conecta            | - Almeirim, - Breves, - Monte Dourado, - Paragominas, - Porto de Mos, - Salinópolis, - Tucuruí                                                                                                |
| Fly All Ways            | Charter: Paramaribo-J. A. Pengel |
| Gol Transportes Aéreos  | - Brasília, - Macapá, - Paramaribo-J. A. Pengel, - Rio de Janeiro/Galeão, - Santarém, - São Paulo/Guarulhos                                                                                   |
| LATAM Brasil            | Brasília, Fortaleza, Macapá, Manaus, São Paulo/Guarulhos |
| Surinam Airways         | Paramaribo-J. A. Pengel |
| TAP Air Portugal        | Lisbonne-H. Delgado |

Édité le 12/04/2018  Actualisé le 7/01/2024